# 1713 en science
| Années de la science : 1710 - 1711 - 1712 - 1713 - 1714 - 1715 - 1716    |
| Décennies de la science : 1680 - 1690 - 1700 - 1710 - 1720 - 1730 - 1740 |

Cet article présente les faits marquants de l'année 1713 en science.

## Événements
- 9 septembre : Nicolas Bernoulli décrit pour la première fois le paradoxe de Saint-Pétersbourg dans une lettre à Pierre Rémond de Montmort[1].
- 13 novembre : une lettre de Pierre Rémond de Montmort adressée à Nicolas Bernoulli mentionne un certain Earl Waldegrave qui a développé pour la première fois la notion de stratégie mixte dans le cas d'un jeu de cartes, le Her[2].

- En Grande-Bretagne, Abraham Darby expérimente un mélange de coke, de tourbe et de poussière de charbon pour alimenter ses hauts-fourneaux[3].
- Andrew Robinson construit le premier schooner (goélette) à Gloucester (Massachusetts)[4].

## Publications
- Jacques Bernoulli : Ars Conjectandi (L'Art de la Conjecture), publié de manière posthume par son neveu. Il contient la preuve mathématique de la loi des grands nombres, les nombres de Bernoulli, et d'autres recherches importantes en théorie des probabilités et énumération.

- William Cheselden : Anatomy of the Human Body, un livre populaire d'anatomie, en partie parce qu'il a été écrit en anglais plutôt qu'en latin.

- Isaac Newton : seconde édition des Principia Mathematica, publiée avec une introduction de Roger Cotes et un essai de Newton intitulé General Scholium dans lequel il énonce le fameux Hypotheses non fingo (« Je ne formule pas d'hypothèses »)[5].

## Naissances

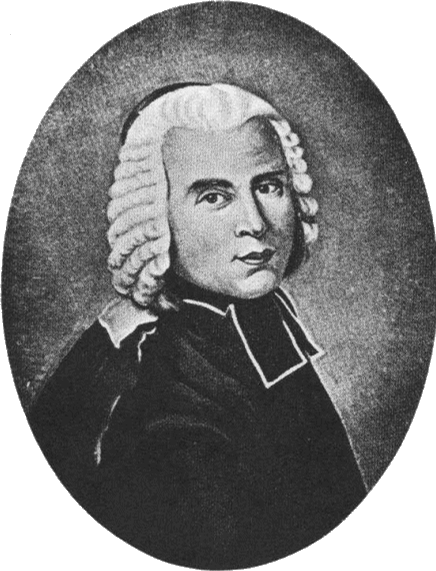
Nicolas Louis de Lacaille

- 15 mars : Nicolas Louis de Lacaille (mort en 1762),  astronome français.
- 13 mai : Alexis Claude Clairaut (mort en 1765), mathématicien français.
- 17 mai : Élie Bertrand (mort en 1797), pasteur, géologue et naturaliste suisse.
- 16 juillet : Louis de Chambray (mort en 1783), agronome français.
- 10 septembre : John Turberville Needham (mort en 1781), biologiste anglais.
- 5 octobre : Denis Diderot (mort en 1784), écrivain, philosophe et encyclopédiste français.

- Thomas-François de Grace (mort en 1798), économiste et agronome français.
- James Stuart (mort en 1788), peintre, archéologue et architecte britannique.

## Décès
- Fin avril : Francis Hauksbee (né en 1666), scientifique britannique.
- 26 août : Denis Papin (né en 1647),  physicien, mathématicien et inventeur français.
- 20 octobre : Archibald Pitcairne (né en 1652), médecin écossais.